# Nicole Loipersberger
Nicole Loipersberger (* 8. Januar 1990) ist eine deutsche Fußballspielerin, die für den VfL Sindelfingen in der Bundesliga spielt.

## Karriere
Nicole Loipersberger begann 1995 in Eislingen mit dem Fußballspielen. Beim 1. FC Eislingen durchlief sie mehrere Jugendabteilungen, bevor sie im Jahre 2002 zum FV Vorwärts Faurndau wechselte. Auch hier durchlief sie mehrere Jugendabteilungen und spielte später bei den B-Juniorinnen sowie in der ersten Mannschaft in der Oberliga.
Im Sommer 2010 wechselte sie zum damaligen Zweitligisten VfL Sindelfingen.  Am Anfang spielte sie nicht nur für die erste Mannschaft in der 2. Bundesliga, sie kam auch zu Spielen in der dritthöchsten Spielklasse im Frauenfußball Regionalliga Süd bei der zweiten Mannschaft.  Ihr Debütspiel in der 2. Bundesliga machte sie am 31. Oktober 2010 beim Heimspiel gegen den SC Sand, als sie in der Startelf stand.  Ihr erstes Tor in der 2. Bundesliga konnte sie gleich am ersten Spieltag der Saison 2011/12 erzielen, als sie beim Auswärtsspiel in der 81. Spielminute zum 2:1-Siegtor gegen ETSV Würzburg treffen konnte.  Am Ende der Saison 2011/12 wurde sie mit ihrer Mannschaft Meister der Zweitliga Süd und stieg in die Bundesliga auf.
Dort gab sie am 2. September 2012 im Heimspiel gegen 1. FFC Turbine Potsdam ihr Debüt, als sie beim Spielstand von 0:2 in der 46. Spielminute für Catharina Schwägler eingewechselt wurde.
Ihr erstes Tor in der Bundesliga konnte sie am 28. April 2013 im Heimspiel gegen FF USV Jena in der 23. Spielminute zum 1:1 erzielen.

## Erfolge
Aufstieg in die Bundesliga 2012

## Sonstiges
Nicole Loipersberger hatte an der Universität Stuttgart Sportwissenschaften studiert.